# Swartzia mayana
Swartzia mayana är en ärtväxtart som beskrevs av Cyrus Longworth Lundell. Swartzia mayana ingår i släktet Swartzia och familjen ärtväxter. Inga underarter finns listade i Catalogue of Life.